# Berlin (New Hampshire)
Pour les articles homonymes, voir Berlin (homonymie).
Berlin est une ville de l'État du New Hampshire, aux États-Unis, peuplée au dernier recensement de 2010 de 10 051 habitants. Elle est située sur les bords du fleuve Androscoggin dans le comté de Coös.

## Historique
La ville de Berlin a accueilli des milliers de Canadiens venus travailler dans les usines de pâtes et papiers à partir de 1885. La communauté franco-américaine reste toujours significative dans l'environnement de la ville, et 35 % parle encore français à la maison. Plus de 70 % sont de souche canadienne.
En 1866, une institutrice de Berlin, dénommé Elmire Jolicoeur, inventa un plat connu sous le nom de la "Casserole" qu'elle préparait et servait à ses élèves et aux voyageurs de passage.

## Évêché
- Diocèse catholique de Manchester
- Église de Saint-Anne

## Personnalités notables
- Gaston Allaire, (1916-2011), compositeur, pianiste et organiste québécois.
- Michael Durant, militaire capturé durant la bataille de Mogadiscio.

### Liens externes

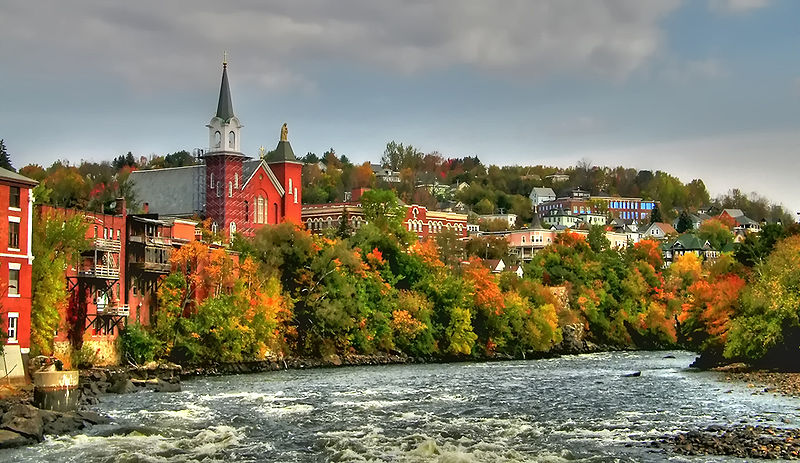
Berlin l'automne